# Slapping
Lo slapping (o slap) è una tecnica specifica degli strumenti a corda (in particolare basso elettrico e contrabbasso), nata negli Stati Uniti d'America nell'ambito della musica afroamericana, in cui si alternano "strappi" (pull o popping o slap) e percussioni (thumb) con il pollice alle corde di uno strumento.

## Storia
Le origini di questa tecnica sono incerte: anche se già utilizzato sul contrabbasso, si ritiene comunemente che l'inventore dello slapping su un basso elettrico sia Larry Graham, bassista degli Sly & The Family Stone, il quale (come spiegato da lui stesso in un video didattico), cominciò ad intuire le possibilità percussive del basso elettrico per necessità, non avendo un batterista nella sua prima band. Fino ad allora I bassisti avevano sempre suonato pizzicando le corde con il pollice e/o l'indice, ma in maniera molto delicata, spesso con la parte laterale della mano appoggiata sulle corde in prossimità del ponte, per smorzare il suono. Graham, per ovviare alla mancanza di un batterista, cominciò ad esagerare questi movimenti e a pizzicare le corde sempre più forte fino a percuoterle (sempre in un suo video didattico Graham chiama scherzosamente l'effetto ottenuto "funk attack snap" cioè un colpo secco o letteralmente "schiocco" che garantisce un attacco molto percussivo e funk), riuscendo così a completare la sezione ritmica e dando vita ad un nuovo sound. Nei decenni seguenti questa tecnica fu ripresa e sviluppata in diversi modi da una moltitudine di artisti, fino ad entrare a tutti gli effetti nel linguaggio del basso elettrico.
Maestri e pionieri dello slap sono considerati Stanley Clarke, Marcus Miller, Louis Johnson, e successivamente Mark King, Victor Wooten e Alain Caron.
C'è stata anche una considerevole evoluzione dello slap nel latin jazz, grazie ad Oscar Stagnaro uno dei bassisti più rappresentativi di questo genere.
Fra i bassisti rock che usano più intensamente questa tecnica vi sono Michael Balzary, meglio conosciuto come Flea, bassista dei Red Hot Chili Peppers, Les Claypool, bassista dei Primus e Reginald "Fieldy" Arvizu, bassista dei Korn, famosi sono anche gli "slap solo" di Steve Seno nel Jazz e di Rendino nel Funk.

## Caratteristiche ed utilizzo
Conosciuto anche come "thumb slap e pop (o pull) technique", consiste nel percuotere con il pollice (thumb slap) e tirare (pull o pop) con la mano destra (la sinistra per i mancini) le corde, dando uno stile ritmico. A questi due colpi vengono accorpati altri abbellimenti usati nel pizzicato e in altre tecniche: il legato ascendente (hammer on) o discendente (pull off), il glissato (slide), le note stoppate (mute, ghost o dead notes), bicordi, eccetera.
Questo stile esalta il ruolo del basso nella sua funzione ritmica, integrando in modo stretto la batteria.
Prevalentemente usato nel basso (o contrabbasso) e sfruttato anche nella chitarra. Gli stili musicali che ne fanno più uso sono il jazz, il funk e le sue derivazioni funk rock, ma anche i più nuovi generi come il nu metal oltre ad alcuni ritmi afro-americani.